# Elisabetta di Vermandois (1143-1183)
Elisabetta di Vermandois detta anche Mabile (1143 – Arras, 28 marzo 1183) fu Contessa di Vermandois e di Valois, dal 1167 e contessa consorte delle Fiandre, dal 1168 alla sua morte.

## Origine
Come ci confermano gli Annales Blandinienses Elisabetta era la figlia primogenita del siniscalco di Francia, il conte di Vermandois e di Valois, Raul I di Vermandois e della sua seconda moglie Petronilla d'Aquitania, che, secondo la Chronique de Guillaume de Nangis, era la figlia femmina secondogenita del duca di Aquitania, duca di Guascogna e conte di Poitiers, Guglielmo X il Tolosano e della sua prima moglie, Aénor di Châtellerault († dopo il 1130), figlia del visconte Americo I di Châtellerault e della Maubergeon, che al momento della sua nascita era l'amante di suo nonno Guglielmo IX il Trovatore. Anche la Chronica Albrici Monachi Trium Fontium, conferma gli ascendenti di Petronilla, in quanto la cita come sorella della regina consorte di Francia, duchessa d'Aquitania e Guascogna e contessa di Poitiers, Eleonora, che poi sarà anche regina consorte d'Inghilterra.
Raul I di Vermandois, secondo la Genealogiæ Scriptoris Fusniacensis, era il figlio maschio primogenito del conte di Vermandois e di Valois Ugo di Francia detto il Grande, fratello del re di Francia Filippo I e della contessa di Vermandois e di Valois Adelaide di Vermandois. I nonni paterni di Raul I erano Enrico I di Francia e Anna di Kiev, quelli materni Erberto IV di Vermandois e Alice di Valois.

## Biografia
Dopo che, nel 1137, sua zia Eleonora ebbe sposato Luigi, erede del trono di Francia, sua madre Petronilla fu al seguito degli sposi nel loro viaggio verso Parigi; il re di Francia Luigi VI morì il primo di agosto del 1137, quando gli sposi erano ancora in viaggio per Parigi.
Petronilla seguì la sorella, ora regina consorte di Luigi VII, alla corte di Francia e dopo poco tempo si innamorò del conte di Vermandois e Valois, Rodolfo, che era già sposato a Eleonora di Blois, sorella del conte di Champagne Tibaldo IV di Blois.
Petronilla allora fece pressione sulla sorella Eleonora affinché convincesse il marito Luigi VII a favorire la separazione di Rodolfo dalla moglie. Il re convinse tre arcivescovi del regno di Francia a sciogliere il matrimonio di Rodolfo e Eleonora di Blois, per motivi di consanguineità, permettendo così il matrimonio tra Petronilla e Rodolfo. Il matrimonio fu celebrato nel 1142, come ci viene confermato dalla Historiæ Tornacenses.
Elisabetta, quando nacque nel 1143, aveva un fratellastro maggiore, Ugo (9 aprile 1127 - 4 novembre 1212), nato dal primo matrimonio del padre con Éléonore di Blois. Dopo di lei nacquero Rodolfo (1145 - 7 giugno 1167) ed Eleonora.
Ma non tardarono le proteste (Eleonora di Blois era sorella anche del re d'Inghilterra Stefano di Blois) e, non molto tempo dopo, in un concilio a Lagny-sur-Marne, sotto la presidenza di un legato pontificio, i tre arcivescovi troppo accomodanti vennero scomunicati e la loro decisione annullata, il nuovo matrimonio considerato non valido (il papa Innocenzo II aveva giudicato illegittimo il matrimonio) e le contee di Rodolfo furono poste sotto interdetto. Ne seguì un conflitto tra Tibaldo IV di Blois e il padre di Elisabetta, Rodolfo che aveva l'appoggio del cognato, Luigi VII. Dopo avere raggiunto un accordo fu ristabilita la pace ma i suoi genitori continuarono a convivere nonostante il loro matrimonio fosse stato annullato, perciò fu loro confermata la scomunica (secondo Patrick van Kerrebrouck, nel suo Les Capétiens, 987-1328, P. van Kerrebrouck, 2000, la scomunica fu annullata nel 1148, dopo che il papa Eugenio III a Reims aveva convalidato l'annullamento del matrimonio di Rodolfo e Eleonora.
Il matrimonio dei suoi genitori terminò tra il 1151 e il 1152, contemporaneamente al raffreddarsi del rapporto tra sua zia, Eleonora e il re di Francia, Luigi VII, con la separazione e il divorzio tra Petronilla e Rodolfo.
Suo padre, Rodolfo morì l'anno dopo, dopo essersi sposato per la terza volta con Lauretta d'Alsazia, figlia di Teodorico di Alsazia. Le contee, alla morte di Rodolfo, vennero ereditate dal fratellastro maggiore Ugo II.
Di sua madre, Petronilla, non si conosce la data esatta della morte, che avvenne dopo il 24 ottobre 1153.
Sua zia Eleonora d'Aquitania, nel 1152, dopo avere divorziato da Luigi VII di Francia, poche settimane dopo si era risposata con Enrico, conte d'Angiò e duca di Normandia, futuro re d'Inghilterra.
Di Ugo II non si hanno molte informazioni: si conosce solo che, nel 1160 rinunciò ai titoli e si ritirò a vita monastica; gli succedette il fratellastro, Rodolfo, come Rodolfo II
Nel 1157, come ci confermano gli Annales Blandinienses, Elisabetta venne data in moglie all'erede della contea di Fiandra Filippo che, secondo la Genealogica Comitum Flandriæ Bertiniana, Continuatio Leidensis et Divionensis era il figlio secondogenito del signore di Bitche, in Alsazia e conte delle Fiandre Teodorico di Alsazia e di Sibilla d'Angiò, che, anche se l'arcivescovo Guglielmo, della città di Tiro nel suo Historia rerum in partibus transmarinis gestarum ce la presenta come figlia femmina primogenita, era la figlia femmina secondogenita del conte d'Angiò e conte di Tours, conte consorte e poi conte del Maine e infine reggente del principato di Antiochia e re consorte del regno di Gerusalemme Folco il Giovane e della contessa del Maine Eremburga, figlia unica del conte del Maine Elia I e di Matilde, come riporta nella sua Historia Ecclesiastica, Pars II, Liber IV il monaco e storico medievale Orderico Vitale, signora di Château-du-Loir, figlia di Gervaso, signore di Château-du-Loir. La Flandria Generosa (Continuatio Bruxellensis), oltre a confermare il matrimonio, ci informa che, nel frattempo, il Vermandois era passato al fratello di Elisabetta, Rodolfo II (il fratellastro, Ugo II aveva abdicato per potere divenire frate con il nome di Felice di Valois), che, nel 1160, secondo la Flandria Generosa (Continuatio Claromariscensis), sposò la sorella di suo marito, Filippo, Margherita. Rodolfo II morì di lebbra, nel 1167 senza lasciare eredi. Il ducato andò quindi a Elisabetta e, jure uxorio, a Filippo, che vide l'influenza delle Fiandre spingersi prepotentemente verso sud raggiungendo la sua massima estensione e minacciando di sbilanciare i delicati equilibri di potere della Francia.
Il suocero di Elisabetta, Teodorico, secondo il necrology of the Prieuré de Fontaines (non consultato), morì il 18 gennaio 1168 a Gravelines e, secondo il Flandria Generosa (Continuatio Bruxellensis), gli succedette il figlio maggiore, suo marito Filippo I.
Nel 1175 Elisabetta fu accusata di adulterio (fu sorpresa a commettere adulterio); il suo amante Walter de Fontaines venne bastonato fino alla morte, come ci viene confermato dal Ex Radulfi de Diceto imaginibus historiarum, mentre Filippo ottenne da Luigi VII di Francia il completo controllo delle terre della moglie. Quando due anni dopo Filippo partì per la Terra santa designò suoi eredi la sorella Margherita e il suo secondo marito, il Conte di Hainaut e di Namur Baldovino V di Hainaut.
Elisabetta morì il 28 marzo 1183 ad Arras e fu sepolta nella Cattedrale di Amiens; secondo la Flandria Generosa (Continuatio Claromariscensis), Elisabetta era morta nel 1182 e fu sepolta in una chiesa di Arras.
Dopo la sua morte il re di Francia Filippo II dovette intervenire, agendo a beneficio di sua sorella Eleonora, in quanto Filippo I non voleva cedere il Vermandois alla legittima erede di sua moglie.
Dopo la morte di Elisabetta, Filippo I, nel 1183, si risposò con Teresa del Portogallo, figlia di Alfonso I del Portogallo e Mafalda di Savoia.

## Figli
Il matrimonio di Elisabetta e Filippo non diede alcuna discendenza; la Flandria Generosa (Continuatio Claromariscensis), ci conferma che la moglie di Filippo era sterile.

## Ascendenza
|                          |                          |                                     | Genitori                      |  |  | Nonni |  |  | Bisnonni            |  |  | Trisnonni             |  |
|                          |                          |                                     |                               |  |  |       |  |  | Enrico I di Francia |  |  | Roberto II di Francia |  |
|                          |                          |                                     |                               |  |  |       |  |  | Enrico I di Francia |  |  | Roberto II di Francia |  |
|                          |                          | Costanza d'Arles                    |                               |  |  |       |  |  | Enrico I di Francia |  |  |                       |  |
| Ugo I di Vermandois      |                          |                                     |                               |  |  |       |  |  | Enrico I di Francia |  |  |                       |  |
|                          |                          | Anna di Kiev                        | Jaroslav I di Kiev            |  |  |       |  |  |                     |  |  |                       |  |
|                          |                          | Anna di Kiev                        | Jaroslav I di Kiev            |  |  |       |  |  |                     |  |  |                       |  |
|                          |                          | Anna di Kiev                        | Ingegerd Olofsdotter          |  |  |       |  |  |                     |  |  |                       |  |
| Raul I di Vermandois     |                          | Anna di Kiev                        |                               |  |  |       |  |  |                     |  |  |                       |  |
|                          |                          | Erberto IV di Vermandois            | Ottone I di Vermandois        |  |  |       |  |  |                     |  |  |                       |  |
|                          |                          | Erberto IV di Vermandois            | Ottone I di Vermandois        |  |  |       |  |  |                     |  |  |                       |  |
|                          |                          | Erberto IV di Vermandois            | Patia                         |  |  |       |  |  |                     |  |  |                       |  |
| Adelaide di Vermandois   |                          | Erberto IV di Vermandois            |                               |  |  |       |  |  |                     |  |  |                       |  |
|                          |                          | Adele di Valois                     | Raoul III di Valois           |  |  |       |  |  |                     |  |  |                       |  |
|                          |                          | Adele di Valois                     | Raoul III di Valois           |  |  |       |  |  |                     |  |  |                       |  |
|                          |                          | Adele di Valois                     | Adele de Bar-sur-Aube         |  |  |       |  |  |                     |  |  |                       |  |
| Elisabetta di Vermandois |                          | Adele di Valois                     |                               |  |  |       |  |  |                     |  |  |                       |  |
|                          | Guglielmo IX d'Aquitania | Guglielmo VIII di Aquitania         |                               |  |  |       |  |  |                     |  |  |                       |  |
|                          | Guglielmo IX d'Aquitania | Guglielmo VIII di Aquitania         |                               |  |  |       |  |  |                     |  |  |                       |  |
|                          | Guglielmo IX d'Aquitania | Hildegarde di Borgogna              |                               |  |  |       |  |  |                     |  |  |                       |  |
| Guglielmo X di Aquitania | Guglielmo IX d'Aquitania |                                     |                               |  |  |       |  |  |                     |  |  |                       |  |
|                          |                          | Filippa di Tolosa                   | Guglielmo IV di Tolosa        |  |  |       |  |  |                     |  |  |                       |  |
|                          |                          | Filippa di Tolosa                   | Guglielmo IV di Tolosa        |  |  |       |  |  |                     |  |  |                       |  |
|                          |                          | Filippa di Tolosa                   | Emma di Mortain               |  |  |       |  |  |                     |  |  |                       |  |
| Petronilla d'Aquitania   |                          | Filippa di Tolosa                   |                               |  |  |       |  |  |                     |  |  |                       |  |
|                          |                          | Aymery, I visconte di Châtellerault | Boson II de Châtellerault     |  |  |       |  |  |                     |  |  |                       |  |
|                          |                          | Aymery, I visconte di Châtellerault | Boson II de Châtellerault     |  |  |       |  |  |                     |  |  |                       |  |
|                          |                          | Aymery, I visconte di Châtellerault | Aleanor de Thouars            |  |  |       |  |  |                     |  |  |                       |  |
| Aenor de Châtellerault   |                          | Aymery, I visconte di Châtellerault |                               |  |  |       |  |  |                     |  |  |                       |  |
|                          |                          | Dangerose de l'Isle Bouchard        | Barthelemy de L'Isle Bouchard |  |  |       |  |  |                     |  |  |                       |  |
|                          |                          | Dangerose de l'Isle Bouchard        | Barthelemy de L'Isle Bouchard |  |  |       |  |  |                     |  |  |                       |  |
|                          |                          | Dangerose de l'Isle Bouchard        | Gerberge de Blaison           |  |  |       |  |  |                     |  |  |                       |  |
|                          |                          | Dangerose de l'Isle Bouchard        |                               |  |  |       |  |  |                     |  |  |                       |  |

### Fonti primarie
- (LA)  Orderici Vitalis, Historia Ecclesiastica, tomus II.
- (LA)  Orderici Vitalis, Historia Ecclesiastica, tomus unicus.
- (LA)  Orderici Vitalis, Histoira Ecclesiastica.
- (LA)  Monumenta Germaniae Historica, Scriptores, tomus XXIII.
- (LA)  Monumenta Germaniae Historica, Scriptores, tomus XIV.
- (LA)  Monumenta Germaniae Historica, Scriptores, tomus IX.
- (LA)  Monumenta Germaniae Historica, Scriptores, tomus XIII.
- (LA)  Monumenta Germaniae Historica, Scriptores, tomus V.
- (LA)  Historia Rerum in partibus transmarinis gestarum.
- (LA)  Historia Rerum in partibus transmarinis gestarum, liber XIV.
- (FR)  Recueil des historiens des croisades. Historiens occidental, tome II.
- (LA)  Chronique de Guillaume de Nangis.
- (LA)  Recueil des historiens des Gaules et de la France. Tome 13.

### Letteratura storiografica
- Louis Alphen, La Francia: Luigi VI e Luigi VII (1108-1180), in: Storia del mondo medievale, vol. V, 1999, pp. 705–739
- Frederick Maurice Powicke, "I regni di Filippo Augusto e Luigi VIII di Francia", cap. XIX, vol. V (Il trionfo del papato e lo sviluppo comunale) della Storia del Mondo Medievale, 1999, pp. 776–828
- William John Corbett, Inghilterra: 1087-1154, in: Storia del mondo medievale, vol. VI, 1999, pp. 56–98
- Gislebertus (of Mons), Chronicle of Hainaut, trad. di Laura Napran (The Boydell Press, 2005)